# John Nelson (Schwimmer)
John Maurer Nelson (* 8. Juni 1948 in Chicago) ist ein ehemaliger US-amerikanischer Schwimmer.
Nelson nahm erstmals 1964 an Olympischen Spielen teil. In Tokio erreichte er über 400 m Freistil den fünften Rang, über 1500 m Freistil gewann er Silber. Im August 1966 brach er den Weltrekord über 400 m Freistil. Nur wenige Stunden später wurde dieser von Don Schollander erneut gebrochen. 1967 war er Teilnehmer der Universiade und sicherte sich hier mit der Staffel Gold über 4 × 200 m Freistil. Bei den Olympischen Spielen 1968 gewann der US-Amerikaner mit der Staffel über 4 × 200 m Freistil Gold. In der Einzeldistanz über 200 m Freistil gewann er Bronze, über 400 m bzw. 1500 m schloss er den Wettbewerb auf Platz sechs bzw. acht ab.